# Frank Cebulla
Frank Cebulla (* 23. Juli 1962) war Fußballspieler beim 1. FC Magdeburg, für den er in der DDR-Oberliga, der höchsten ostdeutschen Fußballklasse, spielte.

## FCM- und DFV-Karriere
Cebulla wurde 1970 Mitglied des 1. FC Magdeburg. Nachdem er dem Juniorenalter entwachsen und seine Ausbildung zum Maschinenbauer abgeschlossen hatte, wurde er zur Saison 1980/81 in das Aufgebot der Nachwuchsoberligamannschaft aufgenommen. Am 20. März 1982 bestritt er in der Begegnung Sachsenring Zwickau – 1. FCM als Einwechselspieler für Joachim Streich sein erstes Spiel in der DDR-Oberliga. Nachdem er in den folgenden Wochen noch in fünf weiteren Erstligaspielen eingesetzt worden war, rückte der 1,78 Meter große Stürmer mit Beginn der Saison 1982/83 offiziell in den Kader der 1. Männermannschaft auf.
Obwohl er 1983 zweimal in der Nachwuchsnationalmannschaft eingesetzt wurde, musste er vier Spielzeiten warten, ehe er sich 1986/87 mit 25 Punktspielen einen Stammplatz erkämpft hatte. Am 29. April 1987 absolvierte er mit der DDR-Olympiaauswahl ein Qualifikationsspiel zum olympischen Fußballturnier 1988 gegen Portugal (0:0) und Mitte Mai dieses Jahres noch ein Testspiel gegen die ČSSR (0:1). Anschließend sank seine Leistungskurve wieder bis zum Tiefpunkt in der Saison 1989/90, in der er in nur neun Oberligapunktspielen eingesetzt wurde. Erst 1990/91 spielte er sich, inzwischen zum Abwehrspieler umfunktioniert, mit 19 Einsätze wieder in die Stammelf zurück.
Mit Platz 10 in der letzten Saison der DDR-Oberliga verpasste der FCM den Einzug in den Profifußball, sodass Cebulla mit den Magdeburgern ab 1991 in der Amateuroberliga Nordost antreten musste. Dort hatte er als Verteidiger einen sicheren Stammplatz, bis er 1996 vom Leistungsfußball zurücktrat. Sein letztes Pflichtspiel für den 1. FCM absolvierte Cebulla im Meisterschaftsspiel 1. FC Schwedt – 1. FC Magdeburg (3:2) am 11. Mai 1996. Damit war er auf insgesamt 259 Pflichtspiele für die 1. Mannschaft gekommen, von denen er 139 in der DDR-Oberliga und 89 in der Amateurliga absolvierte. Hinzu kommen 25 nationale und sechs europäische Pokalspiele.

## Weiterer Werdegang
Zum Ende seiner Karriere spielte Cebulla von 1996 bis 1998 beim SV Irxleben in der sechstklassigen Landesliga Nord Sachsen-Anhalt. Dem Fußball blieb Frank Cebulla auch nach seiner aktiven Zeit verbunden. Zuletzt war er als Trainer der Magdeburger Vereine SG Handwerk (bis 2002) und SV Arminia (Landesklasse) tätig. Zur Saison 2011/12 übernahm Cebulla der Trainerposten beim Magdeburger Landesklassenvertreter TuS 1860 Neustadt, den er bereits im November 2011 wieder aufgab.